# Psi2 d'Aquari
Psi² d'Aquari (ψ² Aquarii) és una estrella blanca-blava nana de la seqüència principal del tipus B amb una magnitud aparent mitja de +4,41. Està aproximadament a 322 anys llum de la Terra. És una estrella variable Be i el seu esclat varia en 0,06 magnituds al final del blau de l'espectre visible.